# Championnats d'Afrique de cyclisme sur route 2013
Navigation
Championnats d'Afrique 2012 Championnats d'Afrique 2015
Les Championnats d'Afrique de cyclisme sur route 2013 se sont déroulés du 1er au 5 décembre 2013 à Charm el-Cheikh en Égypte.

## Résultats des championnats sur route
| Compétitions                 | Or                                                                           | Temps           | Argent                                                                        | Temps        | Bronze                                                                               | Temps        |
| Hommes                       |                                                                              |                 |                                                                               |              |                                                                                      |              |
| Course en ligne              | Tesfom Okbamariam Érythrée                                                   | 3 h 41 min 06 s | Dan Craven Namibie                                                            | m.t          | Merhawi Kudus Érythrée                                                               | m.t          |
| Contre-la-montre             | Daniel Teklehaimanot Érythrée                                                | 54 min 30 s     | Willie Smit Afrique du Sud                                                    | + 32 s       | Johannes Christoffel Nel Afrique du Sud                                              | + 1 min 09 s |
| Contre-la-montre par équipes | Érythrée Natnael Berhane Meron Russom Daniel Teklehaimanot Meron Teshome     |                 | Algérie Adil Barbari Hichem Chaabane Azzedine Lagab Abdelmalek Madani         |              | Afrique du Sud Calvin Beneke Shaun-Nick Bester Johannes Christoffel Nel Ryan Gibbons |              |
| Hommes - moins de 23 ans     |                                                                              |                 |                                                                               |              |                                                                                      |              |
| Course en ligne              | Tesfom Okbamariam Érythrée                                                   | 3 h 41 min 06 s | Merhawi Kudus Érythrée                                                        | m.t          | Janvier Hadi Rwanda                                                                  | + 1 min 33 s |
| Contre-la-montre             | Willie Smit Afrique du Sud                                                   | 55 min 02 s     | Johannes Christoffel Nel Afrique du Sud                                       | + 37 s       | Adil Barbari Algérie                                                                 | + 38 s       |
| Hommes - Juniors             |                                                                              |                 |                                                                               |              |                                                                                      |              |
| Course en ligne              | Abderrahim Zahiri Maroc                                                      | 1 h 33 min 03 s | Abderrahmane Mansouri Algérie                                                 | m.t          | Ivan Venter Afrique du Sud                                                           | m.t          |
| Contre-la-montre             | Ivan Venter Afrique du Sud                                                   | 28 min 15 s     | Morne van Niekerk Afrique du Sud                                              | + 8 s        | Abderrahmane Bechlaghem Algérie                                                      | + 44 s       |
| Contre-la-montre par équipes | Afrique du Sud Nicholas Dlamini Jandrich Kotze Morne van Niekerk Ivan Venter |                 | Maroc Abderrahim Aouida Othmane Choumouch El Mehdi Laanaya Abderrahim Zahiri  |              | Algérie Hichem Amari Abderrahmane Bechlaghem Abdelghani Fellah Abderrahmane Mansouri |              |
| Femmes                       |                                                                              |                 |                                                                               |              |                                                                                      |              |
| Course en ligne              | Ashleigh Moolman Afrique du Sud                                              | 1 h 53 min 24 s | Vera Adrian Namibie                                                           | m.t          | Wehazit Kidane Érythrée                                                              | m.t          |
| Contre-la-montre             | Ashleigh Moolman Afrique du Sud                                              | 30 min 38 s     | Wehazit Kidane Érythrée                                                       | + 2 min 09 s | Vera Adrian Namibie                                                                  | + 2 min 16 s |
| Contre-la-montre par équipes | Érythrée Tsehainesh Fitsum Yorsalem Ghebru Wehazit Kidane Senayt Mengsteab   |                 | Nigeria Tombrapa Gladys Grikpa Rosemary Marcus Glory Odiase                   |              | Éthiopie Meseret Hagos Selam Hagos Eyerusalem Kelil Hadnet Kidane                    |              |
| Femmes - Juniors             |                                                                              |                 |                                                                               |              |                                                                                      |              |
| Course en ligne              | Monique Gerber Afrique du Sud                                                | 56 min 21 s     | Ebtissam Zayed Ahmed Égypte                                                   | m.t          | Mikayla Olivier Afrique du Sud                                                       | m.t          |
| Contre-la-montre             | Heidi Dalton Afrique du Sud                                                  | 32 min 52 s     | Monique Gerber Afrique du Sud                                                 | + 27 s       | Ebtissam Zayed Ahmed Égypte                                                          | + 1 min 08 s |
| Contre-la-montre par équipes | Afrique du Sud Andri Coetzee Heidi Dalton Monique Gerber Mikayla Olivier     |                 | Égypte Kheloud Ali Salma Hamdy Ahmed Hilmi Hamdiya Hasan Ebtissam Zayed Ahmed |              | -                                                                                    |              |

## Tableaux des médailles
L'Afrique du Sud arrive en tête du classement des médailles. Mais, c'est bien l'Érythrée, qui chez les hommes, confirme sa position de nation montante en Afrique.
| Rang  | Nation         | Or | Argent | Bronze | Total |
| ----- | -------------- | -- | ------ | ------ | ----- |
| 1     | Afrique du Sud | 8  | 4      | 4      | 16    |
| 2     | Érythrée       | 5  | 2      | 2      | 9     |
| 3     | Maroc          | 1  | 1      | 0      | 2     |
| 4     | Algérie        | 0  | 2      | 3      | 5     |
| 5     | Namibie        | 0  | 2      | 1      | 3     |
| 6     | Égypte         | 0  | 2      | 1      | 3     |
| 7     | Nigeria        | 0  | 1      | 0      | 1     |
| 8     | Éthiopie       | 0  | 0      | 1      | 1     |
| 8     | Rwanda         | 0  | 0      | 1      | 1     |
| Total | Total          | 14 | 14     | 13     | 41    |